# Sura al-Nourain
Sura al-Nourain (też al-nurain albo al-nuray) (arab. ‏سورة النورين‎), czyli „Sura Świetle” albo „Sura 2 Światła” jest surą, która według niektórych sekt szyickich należy do sur, które ze względów politycznych nie zostały umieszczone w Koranie.
Składa się ona z 42 wersetów. Treść tej sury przedstawia, podobnie jak treść sury Wilayah, Alego jako następcę proroka Mahometa.